# Jean Bassand
Jean Bassand, nome italianizzato in Giovanni Bassand o Giovanni Bassando (Besançon, 1365 circa – L'Aquila, 26 agosto 1445), è stato un monaco cristiano francese, venerato come beato dalla Chiesa cattolica.

## Biografia
Giovanni Bassand nacque a Besançon e cominciò la sua vita monastica da priore ad Amiens. Invitato da Enrico V, si trasferì quindi in Inghilterra dove fondò e diresse un monastero. Successivamente andò in Spagna ed in Italia, dove divenne vicario generale dei celestini.
Il 6 marzo 1443 venne inviato da papa Eugenio IV all'Aquila con lo scopo di riformare la basilica di Santa Maria di Collemaggio. Il prelato francese, tuttavia, incontrò molte difficoltà nel portare avanti il suo lavoro di francesizzazione del monastero e, sostenendo che gli aquilani fossero «uomini difficili», tornò a Roma prima d'essere nuovamente trasferito in Abruzzo dove rimase in totale quindici mesi.
Morì il 26 agosto 1445 e venne nominato beato per acclamazione. Le sue spoglie all'interno della stessa basilica aquilana, in corrispondenza dell'altare di sinistra.